# Computers & Security
Computers & Security (ook Computers and security) is een internationaal, aan collegiale toetsing onderworpen wetenschappelijk tijdschrift op het gebied van de informatiesystemen. De naam wordt in literatuurverwijzingen meestal afgekort tot Comput. Secur. Het wordt uitgegeven door Elsevier en verschijnt maandelijks.